# Walking on Clouds
「Walking on Clouds」（ウォーキング　オン　クラウズ）は、男性アイドルグループ・A.B.C-Zの4枚目のDVD。2013年7月10日にポニーキャニオンから発売。

## 封入特典
- Loppi・エルパカ・HMV限定盤 - Special Photo Book of「A.B.C-Z 2013 Twinkle×2 Star Tour@Yoyogi」(12P)
- A.B.C-Z SHOP盤 - A.B.C-Z オリジナル限定Tシャツ (特製サマーバッグ仕様)

## 収録内容

### DVD

#### 本編映像
1. 「Walking on Clouds」Music Clip
  - A.B.C-Zがこれまで得意としてきた「ワンカメ一発撮り」のミュージックビデオ[1][2]。さらに、初の「5人のみによる野外ロケ」のスタイルで制作された[1]。
2. 「My life」Dance Clip

#### 特典映像

##### CD付き初回限定盤
1. 「A.B.C-Z 2013 Twinkle×2 Star Tour」Backstage Movie

##### 通常盤・A.B.C-Z SHOP盤
1. Making of Music & Dance Clips (約36分)

##### Loppi・エルパカ・HMV限定盤
1. 「Walking on Clouds」Making of Jacket Shooting
2. 「Walking on Clouds」NG集

### Special CD
※CD付き初回限定盤のみ
1. Vanilla
作詞・作曲：井手コウジ
  - KinKi Kidsの『Bonnie Butterfly』を手掛けてた井手コウジが『Bonnie ～』同様切ないセクシー路線で書き上げたキラーチューン[3]。KinKi Kidsのシングル候補曲であったという逸話が残る[4]。
  - デビュー前の2008年の楽曲[3]。
  - デビュー10周年を迎えた際に、ベストアルバム『BEST OF A.B.C-Z』にヴォーカル再録Verが収録された[5]。また、MVも制作された[6]。
2. 恋に落ちたボディガード
作詞：樫野心、作曲：林田健司
  - 「Za ABC〜5stars〜」の前にデビュー曲の候補として挙げられていた[7]。
3. Let's Go!! ～未来へ架かる橋～
作詞：戸塚祥太、河合郁人、作曲：滝沢秀明
  - ジャニーズ公式サイト『滝CHANnel』オープニング曲[8]
  - 作詞で参加した戸塚と河合の他に、振付を五関晃一と塚田僚一が担当し、タイトルを橋本良亮が決め、グループ全員で作った楽曲となっている[8]。
4. ずっとLOVE
作詞：戸塚祥太、作曲：Andreas Johansson
  - 2ndDVDシングル
5. InaZuma☆Venus
作詞：大智、漆野淳哉、作曲：大智
6. Dream ～5つの願い～
作詞・作曲：RYOMA KITAMURO
  - 1stDVDシングル「Za ABC 〜5 stars〜」特典映像収録曲
7. ボクラ ～LOVE&PEACE～
作詞：Shu、作曲：Fredrik Hult、Carl Utbultz、ヒロイズム、伊橋成哉
  - 2ndDVDシングルカップリング